# Rygsæk
En rygsæk er en taske, der ved et system af skulderremme og eventuelt et hoftebærebælte kan bæres på ryggen og hoften. Rygsække fås i mange størrelser og de mindre benyttes i vidt omfang som skoletasker af både børn og studerende samt af pendlere til og fra arbejde eller til endagsture og udflugter. De større anvendes til at transportere ejendele under rejser som interrails og ved udendørs sport som vandring. Bæresystemerne på moderne tekniske rygsække udvikles ved videnskabelige studier og tests af anatomi, vægtfordeling og bærekomfort.
En rygsæk kan bruges til udstyr på en vandre- eller vildmarkstur. Den er så at sige et ”hus”; et folde-ud hjem.

## Rygsæktyper
Der er mange forskellige rygsæktyper og mærker, kvaliteter og prisniveauer. Rygsække findes i alle størrelser til forskellige formål. Der er lige fra de mindre dagtursrygsække på 10-55 l, over de lidt større på 40-90, helt op til 135 liters militær- og ekspeditionsrygsække samt tornystre. Når en rygsæk for eksempel er 70+20 liter, betyder det at låget kan forskydes, og det der kaldes snefanget kan rumme 20 liter ekstra.
De mest almindelig rygsække er ergonomiske eller anatomiske rygsække. Det vil sige, at bæresystemet er indbygget i selve rygpartiet med forskellig polstring til ryg og lænd. Skulderremme og hoftebærebæltet er også formet ”standardmæssigt” efter den menneskelige anatomi. Her er bærekomfort i højsædet. Alle kendte mærker har deres eget bæresystem, så det er individuelt, hvad der fungerer optimalt og passer ryg og hofter. Et mærke tilbyder individuel tilpasning af hoftebærebæltet.
Man kan dog stadig få en meis, den klassiske pakrammerygsæk, hvor sækken sidder spændt fast på en kraftig aluminiumsramme. Meiser fås i dag mest som de største rygsæktyper, fordi den ydre ramme er bedst til at bære tunge og uformelige ting.
De fleste nyere rygsække kan justeres efter ryglængde, og der er specieldesignede til børn, kvinder og mænd. Børnerygsække passer til børns ryglængde og er ikke blot små voksensække. Kvindemodellerne er som regel kortere i ryggen end modellerne til mænd, har formskårne hoftebærebælte og skulderremme, der passer til de kvindelige anatomi – bryst, smallere skuldre og bredere hofter. Kvinderygsække har oftest, selv om det er samme model, en smule mindre literkapacitet end mænds, da kvinder generelt ikke bør bære lige så meget som mænd. Men kvinder tager ofte mere med på grund af hygiejne o.a.

## Valg af rygsæk
Er turen på over to-tre dage skal rygsækken nok være mindst 50 l.
En rygsæk vejer ca. ¼ af hele oppakningen. Efterhånden får brugeren indblik og erfaring med brug af rygsækken. Prøv rygsække i pakket tilstand, før køb, så er det lettere at afgøre, hvad der føles rigtigt. De fleste specialforretninger har den service.

## Detaljer
De fleste kvalitetsrygsække er lavet af solide letvægts polyester eller/og nylonprodukter. De mange mærkers detaljenavne kan forvirre, men er blot navne for næsten det samme.
De fleste store rygsække med lynlås har to hovedrum. Det nederste rum til sovepose og småting, der kan presses ind. Øverste rum er til resten. Nogle af de store har også lynlås ned langs siden, så det skulle være lettere at pakke dem. Derudover er små finesser, der bliver dyrere. Rygsække er i sig selv tunge, og ekstraudstyret får dem til at veje væsentligt mere.
Der findes standarddetaljer som:
- Toplommer
- Kompressionsremme i siderne
- Skilommer
- Webbing på fronten til påspænding af udstyr.

Eller specialdetaljer som:
- Isøkseholdere
- Daisy chains – udstyrsholdere
- Elastiksnøre på fronten til udstyr
- Frontlommer
- Netlommer
- Drikkesystemlommer
- Flaskeholder
- Låg/bæltetaske og så videre.

Det kan være praktisk med et rygsæk regnovertræk, da de fleste rygsække kun er vandafvisende. Overtrækket kan også bruges som vandfad/sæk, vandsamler og underlag til ting og madingredienser. Nogle rygsække har et indbygget regnovertræk, mens det er ekstra udstyr på andre. Udover at beskytte rygsækken og dens indhold mod regn, beskytter et regnovertræk den også mod lommetyve, for eksempel på steder med mange mennesker, som i travle gader, ved seværdigheder og i kollektiv trafik. Der kan lommetyve jo ellers "arbejde" ubemærket og i bogstaveligste forstand bag bærerens ryg.
Man kan også købe en beskyttelsessæk, til at lægge rygsækken i, når den skal gennem en lufthavns bagageanlæg, så man undgår at spænder og stropper hænger fast og bliver ødelagt af maskineriet. Den beskytter også mod snavs og skrammer, hvis rygsækken skal transporteres på taget af en bus eller på et lastbillad. Endvidere gør den det svært for uvedkommende, at stjæle af rygsækkens indhold.
Der findes også tyverisikring i form af en stålwire og et metalnet, der spændes udenom rygsækken og låser den fast til en stolpe, en bænk, et skilt eller en anden fast genstand, med en hængelås, hvis man har brug for, at efterlade rygsækken uden opsyn i kortere eller længere tid.
Det bør man dog ikke gøre i lufthavne og andre travle steder, da myndigheder kan tro, at det er en bombe.

## Pakning og justering
Trekking med en korrekt justeret god kvalitetsrygsæk med den rigtige vægtfordeling kan gøre et trek meget lettere. Som hovedregel skal en pakket rygsæk ikke overstige mere end 1/3 af bærerens egen kropsvægt, medmindre hun har trænet til at kunne bære den. En stor rygsæk skal bæres med størstedelen af vægten fordelt på hofterne via hoftebærebæltet, så det er hofter, ben og fødder, der bærer mest så ikke ryggen bliver overbelastet. En korrekt justeret rygsæk fordeler cirka 60-70% af vægten på hoften via hoftebærebæltet og resten til ryggen og skuldrene.
Det er en god ide at pakke det øverst, man hurtigt kan få brug for. Det nytter sjældent at toiletpapiret ligger nederst i rygsækken. Er uheldet ude skal førstehjælpsættet være lige ved hånden. Man skal for eksempel ikke bruge lejrudstyret, før man skal slå lejr. Det er en fordel at pakke ting i plastikposer eller vandtætte nylonposer i regnvejr, gerne i forskellige farver så det er lettere at huske, hvad der er i. Lægges tingene i de samme poser, samme sted hver gang, hjælper det med, at finde rundt i indholdet. Efterhånden kan man justere efter personlige behov.
Sådan justeres rygsækken
1. Tag den færdigpakkede rygsæk på skuldrene. Løs alle stropper.
2. Stram først hoftebærebæltet. Det skal sidde på hoften sådan at den hviler godt og med rygpolstringen støttende så den følger lænden.
3. Derefter klikkes brystselen og strammes – nogen bruger ikke brystsele, så dette kan udelades.
4. Derefter justeres skulderstropperne ved at trække i justeringsstropperne så rygsækken kommer ind til ryggen.
5. Øverst på de fleste store nyere modeller sidder en topstrammer på hver skulderrem; strammes de sidder sækken tættere på kroppen og vil derfor give større stabilitet, men er de for stramme vil de overføre vægten for meget til ryggen/skuldrene og ikke til hofterne. Er de for løse vil du mærke at rygsækken trækker bagover og svinger fra side til side.
6. På hoftebærebæltet kan der også være et stramningssystem til at trække sækken nærmere kroppen for yderligere stabilitet.

Det øverste af den indvendige ramme skal rage cirka ti cm op over skuldrene. Har man tendens til at blive øm bestemte steder kan man med mellemrum rokere belastningspunkterne ved at omjustere, så rygsækken ikke belaster de samme punkter hele tiden.
Balancepunkt
Den optimale måde for mænd er at pakke rygsækken med de tungeste ting mellem skulderbladene så tæt på ryggen som muligt. Det skyldes, at mænds tyngdepunkt sidder omkring solar plexus. Kvinders tyngdepunkt ligger ofte ved hofterne, så derfor kan det tunge grej med fordel pakkes lavere. Skal man på ski eller snesko er det bedst at have tyngdepunktet lavt, så står man sikrere i sneen.